# 魯佳
魯佳（ろ けい、1988年7月29日 - ）は、中国の囲碁棋士。湖北省武漢出身、中国囲棋協会に所属、二段。建橋杯女子囲棋公開戦優勝3回、女子国手戦優勝、穹窿山兵聖杯世界女子囲碁選手権ベスト4など。

## 経歴
6歳で囲碁を学び、閻安七段、阮雲生七段らの指導を受ける。2001年初段。2005年全国女子精英戦、建橋杯女子囲棋公開戦で準優勝。全国個人戦3位、女子名人戦ベスト4。2006年正官庄杯戦に出場し2連勝。2007年大理旅遊杯に出場しベスト8進出。2008、09年建橋杯優勝。2009年三星火災杯国際予選を勝抜いて本戦出場。2010、11年黄龍士佳源杯女子名人戦ベスト4。2011年に聶衛平の門下となる。2013年女子国手戦優勝。2014年穹窿山兵聖杯世界女子囲碁選手権でベスト4進出。2016年建橋杯優勝。2017年女子精英戦優勝。
女子団体戦・女子甲級リーグ戦では湖北チームなどで出場。中国棋士ランキングでは2011年104位。

### タイトル歴
- 富士通杯U15少年囲棋戦女子 2006年
- 建橋杯女子囲棋公開戦 2008-09、16年
- 全国女子囲棋国手戦 2013年
- 中国女子囲碁精英戦 2017年

### 他の棋歴
国際棋戦
- 穹窿山兵聖杯世界女子囲碁選手権 2014年ベスト4
- 大理旅遊杯世界女子プロ囲碁選手権戦 2007年ベスト8（○李多彗、×朴鋕恩）
- 正官庄杯世界女子囲碁最強戦
  - 2006年 2-1（○李夏辰、○青木喜久代、×金惠敏）
  - 2010年 0-1（×文度媛）
- 黄龍士双登杯世界女子囲棋勝抜戦
  - 2014年 0-1（×金惠敏）
  - 2016年 0-1（×謝依旻）
  - 2017年 0-1（×呉政娥）
- 天台山農商銀行杯世界女子囲棋団体選手権戦
  - 2017年 1-2（×謝依旻、◯張凱馨、×呉侑珍）
- おかげ杯国際新鋭対抗戦
  - 2017年 2-2（×呉侑珍、◯兪俐均、◯謝依旻、×呉侑珍）

国内棋戦
- 全国女子囲棋精英戦 準優勝 2005年
- 建橋杯女子囲棋公開戦 準優勝 2005年
- 全国囲棋個人戦女子部 2005年3位、2012年2位、2014年2位
- 全国智力運動会 2009年女子団体戦3位（湖北） 、2011年女子団体戦5位、2015年男女ペア戦準優勝（檀嘯とペア）、女子団体戦3位
- 全国体育大会 女子個人戦3位 2010年
- リコー杯囲棋混双戦 優勝 2011年（邱峻とペア）、2013年（江維傑とペア）
- 全国囲棋選手権戦（女子団体）
  - 2011年（湖北省囲棋協会）
  - 2012年（湖北）3-4
- 中国女子囲棋甲級リーグ戦
  - 2013年（湖北宝安地産）8-6
  - 2014年（厦門観音山）8-6
  - 2015年（厦門観音山）11-7
  - 2016年（晴川学院）
  - 2017年（天域生態江蘇）

## 参考
- 『囲棋年鑑』中国囲棋協会